# GRIDS
GRIDS, även GRID, var det tidigare namnet på immunsjukdomen aids. GRIDS är en akronym som står för engelska Gay Related Immune Deficiency Syndrome, ungefär ’homosexualitetsrelaterad immunbristsyndrom’, och användes fram till 1982.